# Agylla arthona
Agylla arthona är en fjärilsart som beskrevs av William Schaus. Agylla arthona ingår i släktet Agylla och familjen björnspinnare. Inga underarter finns listade i Catalogue of Life.